# Onthophagus rachelis
Onthophagus rachelis là một loài bọ cánh cứng trong họ Bọ hung (Scarabaeidae).